# Dagmar Imgart
Dagmar Imgart geb. Atterling (* 8. Juni 1896 in Ramsberg, Gemeinde Lindesberg, Schweden; † 30. August 1980 in Seeheim-Jugenheim) war eine schwedisch-deutsche Agentin der Gestapo, die unter anderem den Leiter der Una-Sancta-Bewegung Max Josef Metzger und die Mitglieder des Kaufmann-Will-Kreises denunzierte und dem Volksgerichtshof auslieferte.

## Bis zur Machtergreifung 1933
Dagmar Imgart wurde als Tochter eines Landwirtes in der mittelschwedischen Provinz Örebro geboren, absolvierte hier die Schule sowie Kurse in Haushaltsführung, Porzellanmalerei und Krankenpflege. Eine Pensionszeit als sogenanntes „spätes Mädchen“ führte sie 1922 nach Stettin, wo sie den Studienrat Dr. Otto Imgart kennenlernte und am 28. Oktober 1922 heiratete. Bedingt durch einen häufigen Schulwechsel ihres Ehemannes wohnten die Imgarts abwechselnd in Anklam, Wittenberg und schließlich seit 1925 in Halberstadt. Hier wurde auch ihr einziges Kind Birgitta geboren.
Ihr Ehemann erschien für den Schulunterricht wenig geeignet und erreichte dadurch nicht den sozialen Status, den sich Dagmar Imgart geradezu verbissen herbeisehnte. Ihr Ehemann war Mitglied des Greifswalder Wingolf und der Wingolfsverbindung Argentina zu Straßburg. Durch diese Mitgliedschaft übernahm er 1925 die ehrenamtliche Funktion des Bundesstatistikers des „Verbandes Alter Wingolfiten“ und wurde 1927 schließlich Bundesarchivar; eine Tätigkeit, die seiner sozialen Scheu und seiner peniblen Tätigkeit als Amateurhistoriker sehr entgegenkam. Durch diese Tätigkeit ihres Mannes erhielt auch Dagmar Imgart vermehrt Kontakt zu Pfarrern und Akademikern.
Nach der Machtergreifung 1933 gerieten die christlichen Verbindungen vermehrt unter den Druck des NS-Studentenbundes. Die Wingolfsverbindungen lösten sich ab 1934 auf, der Wingolfsbund schließlich 1935. Die Frage nach dem Verbleib des Bundesarchives mit allen Archivalien auch der Einzelverbindungen stellte sich, da man dies nicht wie von den Machthabern geplant in das zentrale Archiv nach Würzburg geben wollte. Angeregt durch seine Frau Dagmar entwickelte Otto Imgart den Plan, als Bundesarchivar in das Wingolfshaus nach Gießen zu ziehen, wo sich seit 1898 die wesentlichen Teile des Archives befanden. Da das Amt mit einem Gehalt verbunden war und das Haus des Gießener Wingolf ein sehr repräsentatives Wohnen zuließ, zogen die Imgarts 1936 nach Gießen um. Dieser Schritt ergibt sich auch aus der Frühpensionierung Otto Imgarts 1934, da er angeblich dem Schuldienst nervlich nicht gewachsen erschien.

## Tätigkeit als Gestapo-Agentin
Durch den Gießener Wingolf bekam Dagmar Imgart Kontakt zu kirchlichen Kreisen und sozial höheren Schichten, wie es ihrem von Zeitgenossen später geschilderten krankhaften Geltungsdrang entgegenkam. Bei einigen Treffen der verbliebenen Alten Herren des Wingolfs drängte sich Dagmar Imgart auf, wobei etlichen Pfarrern, die der Bekennenden Kirche angehörten, sehr schnell ihre Begeisterung für den Nationalsozialismus auffiel. Dagmar Imgart wurde 1941 von der Gestapo angeworben, wofür sie weiterhin auch während des Krieges nach Schweden reisen konnte sowie Geschenke und Geld erhielt. Als Agentin V140, Deckname „Babs“ wurde sie der Gestapoabteilung „Kirchliche Aufklärung“ zugeordnet. Sie reiste nun auch im Auftrag der Gestapo nach Darmstadt und Berlin. Zeitzeugen zufolge scheint sie etlichen Personen mit ihren „guten Verbindungen“ nach Berlin gedroht zu haben.
Im Auftrag der Gestapo wurde sie 1941 Mitglied der Una-Sancta-Bewegung und drängte sich ab 1942 dem Kreis um den Pfarrer und Orientalisten Alfred Kaufmann auf, der ebenfalls Mitglied des Gießener Wingolf war. In diesem sogenannten Kaufmann-Will-Kreis fungierte sie als Agent Provocateur und unterrichtete die Gestapo regelmäßig; die Mitglieder des Kreises wurden aufgrund der Informationen von Dagmar Imgart am 6. und 7. Februar 1942 verhaftet. Der Wingolfit Pfarrer Ernst Steiner wurde bereits im Gestapogefängnis in Darmstadt zu Tode geprügelt, im Verfahren vor dem Volksgerichtshof in Darmstadt im August 1942 wurden Heinrich Will und Alfred Kaufmann zum Tode verurteilt, die Frauen des Kreises zu mehrjährigen Zuchthausstrafen. Heinrich Wills Ehefrau Elisabeth wurde nach Auschwitz deportiert und ermordet. Dagmar Imgart wurde am Abend der Gestapoaktion zum Schein mitverhaftet und am nächsten Tag mit der Begründung, sie habe eine Tochter zu versorgen, wieder auf freien Fuß gesetzt; ihre Tarnung blieb dadurch nach außen hin gewahrt. Heinrich Will wurde am 19. Februar 1943 im Strafgefängnis Frankfurt-Preungesheim hingerichtet.
Durch ihre Mitgliedschaft in der ökumenischen Una-Sancta und ihre Möglichkeit, auch während des Krieges als schwedische Staatsbürgerin nach Schweden zu reisen, bat Max Josef Metzger („Bruder Paulus“) darum, ob Dagmar Imgart nicht einen Brief an den Erzbischof von Uppsala Erling Eidem überbringen konnte. Sie sagte zu und übergab den Brief umgehend der Gestapo. Es war Metzgers Manifest für ein zukünftiges freies und demokratisches Deutschland. Metzger wurde am 29. Juni 1943 aufgrund des Verrats verhaftet und am 14. Oktober 1943 zum Tode verurteilt; er wurde am 17. April 1944 in Brandenburg hingerichtet.
Otto Imgart wurde im August 1944 im Range eines SS-Unterscharführers als Wärter des Konzentrationslagers Bergen-Belsen eingezogen. Im Januar reiste Dagmar Imgart mit ihrer Tochter nach Schweden aus; ihr Mann starb am 25. April 1945 als KZ-Wärter an Typhus.

## Juristische Aufarbeitung nach 1945
Dagmar Imgart wurde nach Verhören durch die schwedische Polizei am 13. September 1946 aus Schweden ausgewiesen; sie hielt sich kurze Zeit in der Anstalt Ochsenzoll, einem psychiatrischen Krankenhaus in Hamburg-Langenhorn auf, bevor sie 1947 bei der Spruchkammer in Gießen angeklagt und nach einem Aufsehen erregenden Prozess am 18. August 1947 zu 10 Jahren Arbeitslager verurteilt wurde. Sie trat die Haft in Darmstadt an, die aufgrund ihrer Berufung jedoch ausgesetzt wurde. Am 31. Oktober 1949 lehnte das Landgericht Gießen die Eröffnung des Hauptverfahrens ab; nach einem Prozess vor dem Schwurgericht Limburg wurde Dagmar Imgart am 31. Oktober 1951 freigesprochen. Dieses Urteil wurde auf Revision am 29. Januar 1953 vom Bundesgerichtshof (3 StR 248/52) aufgehoben und die Sache zur erneuten Verhandlung an das Schwurgericht des Landgerichts Kassel verwiesen. Dieses verhängte am 16. November 1954 1 Jahr und 3 Monate Gefängnis wegen Beihilfe zur Freiheitsberaubung. Eine erneute Revision wurde vom Bundesgerichtshof am 28. Juni 1956 (3 StR 366/55) verworfen. Im Februar 1957 trat Dagmar Imgart ihre Freiheitsstrafe im Frauengefängnis Frankfurt-Preungesheim an, die sich nach Anrechnung der Untersuchungshaft auf nur noch fünf bis sechs Monate belief. Am 14. Juni 1957 wurde sie unter Aussetzung des Strafrestes zur Bewährung entlassen.
Sie zog zunächst nach Zwingenberg (Bergstraße) und 1960 nach Bensheim. Am 30. August 1980 starb Dagmar Imgart 84-jährig in Seeheim-Jugenheim.